# Furmins
Furmins es un juego de plataformas de puzles físicos para iOS y PlayStation Vita.

## Jugabilidad
Furmins es una mezcla entre la jugabilidad basada en físicas y la interacción en tiempo real. Para completar cada nivel, el jugador deberá llevar a los Furmins desde el punto de partida al punto de llegada del nivel — en este caso, un canasto. Esto se logra resolviendo un puzle que incorpora reacciones físicas en cadena entre varios ítems y los Furmins.
Resolver cada puzle es un proceso de dos pasos. Primero se encuentra el modo preparación, donde el jugador colocará ítems de forma estratégica para crear senderos y reacciones físicas entre los Furmins y los ítems. El objetivo es acomodar los ítems de forma que todos los Furmins sean capaces de llegar al canasto a salvo. El otro modo es el modo acción, cuando el jugador esté satisfecho con la preparación, entrará al «Modo acción», en el cual se activan las físicas y los Furmins podrán interactuar con los ítems del nivel. Además de observar los resultados de su preparación, el jugador puede interactuar en tiempo real con los ítems y Furmins por medio del uso bien sincronizado de las plataformas y las cintas transportadoras. Cuando todos los Furmins hayan alcanzado el canasto, el nivel será superado.
Los jugadores podrán manipular y personalizar cada nivel del juego en el modo preparación, para luego ver si su solución funciona una vez que entren en el modo acción. Además, existen múltiples soluciones para cada nivel, proporcionando una cantidad significativa de flexibilidad creativa para los jugadores.

## Trama
Furmins cuenta la historia de sus personajes principales titulares, una raza adorable de criaturas que vivían una existencia feliz y pacífica hasta que un día, cuando su rey benevolente se queda dormido, cae al río formando una presa improvisada bloqueando el flujo del agua. Sin el agua del río, la existencia de los Furmins se ve amenazada, por lo que emprenden una búsqueda para llegar a su rey y despertarlo. El objetivo del juego es llevar a los Furmins por medio de ocho mundos diferentes compuestos por 36 niveles y llegar con el rey.

## Desarrollo
Furmins fue desarrollado por el estudio finlandés Housemarque. Fue lanzado en la Apple Store durante el primer cuatrimestre del 2012. Es el primer juego para iOS del desarrollador. Furmins está disponible en dos versiones: una versión única para iPhone/iPod y una versión universal para iPhone/iPod y iPad. Housemarque actualizó Furmins regularmente.

## Recepción
Furmins ha recibido reseñas generalmente favorables y ha sido aclamado por sus fondos pintados a mano y su banda sonora.